# Karl-Heinz Mrosko
Karl-Heinz Mrosko (Lindau, 1946. október 11. – Wilhelmshaven, 2019. március 18.) német labdarúgó, középpályás, edző.

## Pályafutása

### Játékosként
1966-ban az SpVgg Lindau korosztályos csapatában kezdte a labdarúgást. 1968–69-ben a Stuttgarter Kickers, 1969 és 1971 között a Bayern München, 1971–72-ben az 1. FC Nürnberg, 1972–73-ban a Hannover 96, 1973–74-ben az 1860 München labdarúgója volt. 1974 és 1979 között az Arminia Hannover együttesében szerepelt. 1978-ban kölcsönben az amerikai Oakland Stompers játékos-edzője volt. 1979 és 1981 között ismét a Hannover 96 labdarúgója volt és itt fejezte be az aktív labdarúgást.

### Edzőként
1978-ban az amerikai Oakland Stompers játékos-edzőjeként tevékenykedett. 1985 és 1989 között az I. SC Göttingen 05, 1990–91-ben a TSV Havelse, 1994–95-ben ismét a Göttingen vezetőedzője volt. 2001 és 2003 között az alsóbb osztályú MTV 1907 Engelbostel-Schulenburg szakmai munkáját irányította.

## Sikerei, díjai
Bayern München
- Nyugatnémet kupa (DFB-Pokal)
  - győztes: 1971